# Paixiao

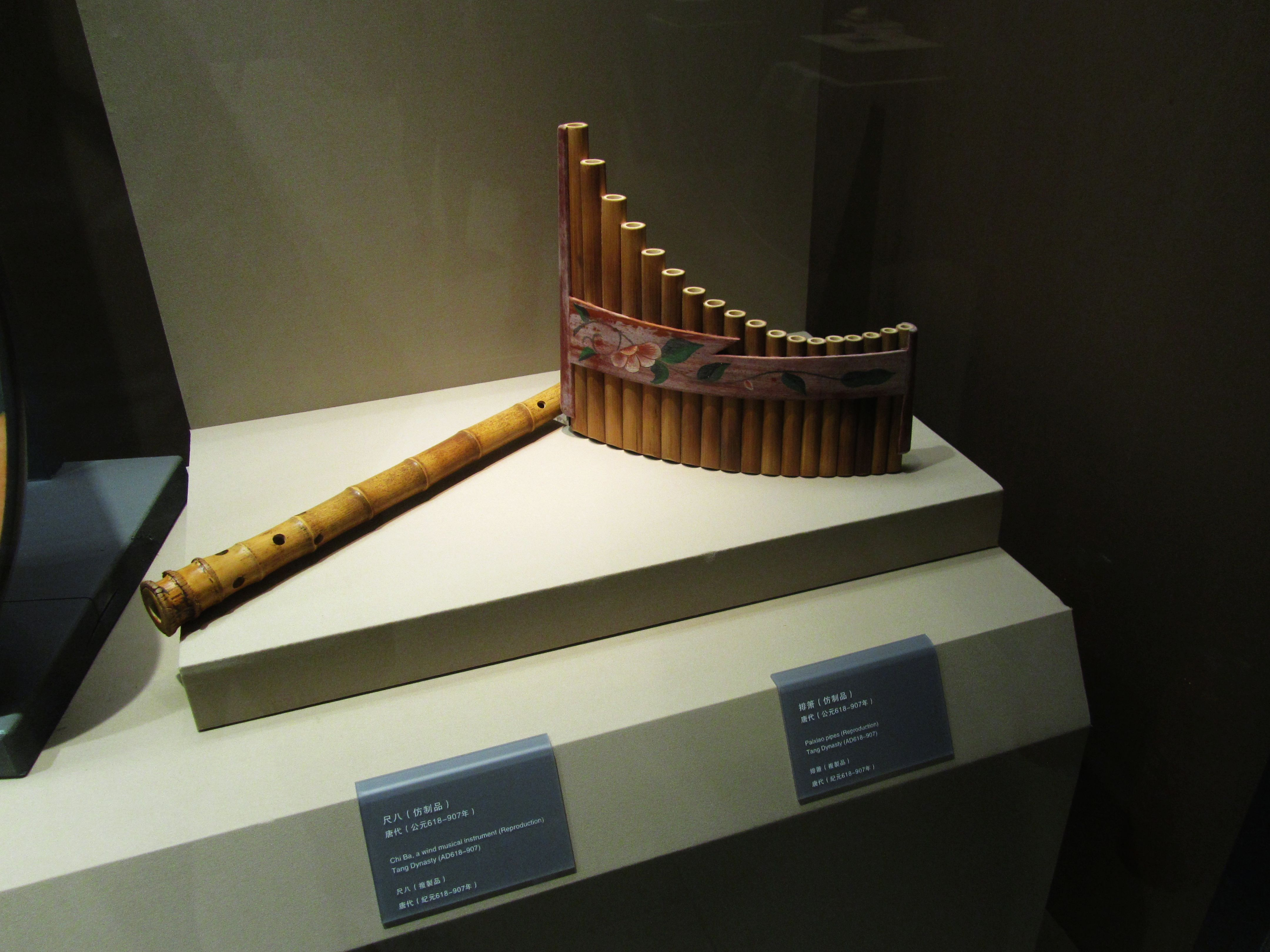
Reconstitution d'un paixiao et d'un chiba de la dynastie Tang

Le paixiao (chinois simplifié : 排箫 ; chinois traditionnel : 排簫 ; pinyin : páixiāo) est une flûte de Pan chinoise en bambou ou – dans certaines versions très anciennes – en os, avec typiquement 13 tuyaux peints, datant de plus de 3 000 ans. Les flûtes qui la composent sont parfois proches de la flûte à encoche xiao, d'autres fois l'embouchure est une simple coupe horizontale de la section du tube de bambou. C'est pourquoi réciproquement les flûtes de Pan, du Pérou, de Roumanie ou de Grèce, sont appelées paixiao en chinois.
Le plus ancien paixiao découvert a été estimé provenir d'une date située entre la dynastie Shang et le début de la dynastie Zhou (vers -1046). C'est un instrument encore très présent sur les peintures murales des Tang, comme à Dunhuang, et jusqu'à l'époque Ming aux côtés des harpes et des cithares zheng. Sous les Qing et au-delà, l'instrument est préservé pour le jeu à l'occasion des rituels confucéens, aux côtés des flûtes à encoche xiao et globulaires xun 塤, et des flûtes transversales appelées chi 篪.
L'instrument a été transmis en Corée : le so (hangul: 소; hanja: 簫), il n'y était utilisé que lors de rituels de cour.